# Věž Burana
Věž Burana je velký minaret v Čujské oblasti severního Kyrgyzstánu. Nachází se asi 80 kilometrů východně od hlavního města Biškeku, blízko města Tokmok a hranice s Kazachstánem, na místě zaniklého karachánského města Balasagun.
Burana byla postavena v 10. či 11. století. Původně byla vysoká 45 metrů. Četná zemětřesení věž poškodila a její výška je nyní již jen 25 metrů. V 70. letech 20. století věž prošla rekonstrukcí, která zabránila jejímu zhroucení.
Kousek od věže se nachází staré pohřebiště s náhrobními kameny, takzvanými Bal-bal (Náhrobní kameny zobrazující zemřelého, nebo jeho nepřítele, který mu pak musí po smrti sloužit). Najdeme zde také petroglyfy, které pocházejí z přelomu letopočtu.